# Poyntington
Poyntington – wieś w Anglii, w hrabstwie Dorset, w dystrykcie (unitary authority) Dorset. Leży 32 km na północ od miasta Dorchester i 176 km na zachód od Londynu. Miejscowość liczy 135 mieszkańców.